# Gare de Vartius
La gare de Vartius (en finnois : Vartiuksen rautatieasema, est une gare ferroviaire frontalière, terminus de la ligne Finlandaise de Kontiomäki à Vartius. Elle est située à proximité du poste-frontière de Vartius, sur le territoire de la municipalité de Kuhmo, dans la région de Cajanie en Finlande.

## Situation ferroviaire
La gare de Vartius est située au point kilométrique (PK) 95,0, juste avant le passage de la frontière entre la Finlande et la Russie, en direction de la gare de Kivijärvi (fi) qui est une gare de triage russe située à proximité de la frontière.
La gare est située 753,8 kilomètres de la gare centrale d'Helsinki, via la gare de Pieksämäki.

## Histoire
La gare de Vartius est mise en service le 1er novembre 1976.

## Service des voyageurs
Gare fermée au service des voyageurs.

## Service des marchandises
La gare est ouverte exclusivement au service des marchandises.